# Cutie Queen VOL.1
「Cutie Queen VOL.1」（キューティークイーン VOL.1）是日本的女子偶像組合℃-ute的第1枚原創專輯。於2006年10月25日發行。唱片公司為zetima。

## 概要
- 此專輯是℃-ute正式出道前發行的原創專輯。
- 收錄第1張獨立製作單曲「全新牛仔褲」至第4張獨立製作單曲「簡單啦（Z）」，一共4首A面曲。
- 新曲「YES! 幸福」和「ENDLESS LOVE 〜I Love You More〜」是太陽與月亮的專輯「Taiyo & Ciscomoon 1」和「2nd STAGE」的收錄曲。
- 成員村上愛最後參與演唱的專輯
- 本作分「初回限定盤」和「CD盤」2種版本
- 「初回限定盤」收錄了單曲「EVERYDAY YEAH! 單戀 （Live Ver.）」的PV、DVD「Cutie Circuit 2006 Final in YOMIURI LAND EAST LIVE ～9月10日是℃-ute之日～」的TVCM和「簡單啦（Z）（SPECIAL EDITION）」。
- 在11月6日於公信榜專輯週排行榜取得第15位。

## 收錄內容

### CD（初回限定盤・CD盤）
1. 全新牛仔褲（まっさらブルージーンズ）
（作詞・作曲：淳君 編曲：高橋諭一）
1st獨立製作單曲
2. 簡單啦（Z）（わっきゃない（Z））
（作詞・作曲：淳君 編曲：高橋諭一）
4th獨立製作單曲・成員村上愛的最後一張單曲
3. 立刻 擁抱我 (即 抱きしめて)
（作詞・作曲：淳君 編曲：鈴木Daichi秀行）
2nd獨立製作單曲
4. 用大大的愛寵愛我 （大きな愛でもてなして）
（作詞・作曲：淳君 編曲：高橋諭一）
3rd獨立製作單曲
5. 時空膠囊 (タイムカプセル)
（作詞・作曲：淳君 編曲：AKIRA）
6. EVERYDAY YEAH! 單戀 （EVERYDAY YEAH! 片想い）
（作詞・作曲：淳君 編曲：湯浅公一）
7. As ONE
（作詞・作曲：淳君 編曲：鈴木Daichi秀行）
8. YES! 幸福（YES! しあわせ）
（作詞・作曲：淳君 編曲：田中直）
太陽與月亮 1st專輯「Taiyo & Ciscomoon 1」收錄曲
9. ENDLESS LOVE 〜I Love You More〜
（作詞・作曲：淳君 編曲：大久保薫）
太陽與月亮 2nd專輯「2nd STAGE」收錄曲

### DVD
1. EVERYDAY YEAH! 單戀 （Live Ver.）
2. DVD「Cutie Circuit 2006 Final in YOMIURI LAND EAST LIVE ～9月10日是℃-ute之日～」TVCM
3. 簡單啦（Z）（SPECIAL EDITION）